# Bílá nemoc (hudební skupina)
Bílá nemoc je pražská rocková hudební skupina založená v roce 1990. Hudebně i poetikou navazuje na folkovou skupinu Bonsai.

## Historie
Skupinu založili dva doktoři, a bývalí členové folkové skupiny Bonsai, Tomáš Poláček a Zdeněk Hříbal. Díky jejich povolání dostala skupina "doktorské" jméno. Jedním z hlavních textařů byl František Stralczynský, který se zakladateli působil ve skupině Bonsai.
Skupinu ovlivnilo náhlé úmrtí hlavního textaře Františka Stralczynského v roce 1998 a násilná smrt Tomáše Poláčka v roce 2000.
V roce 2019 vydala nejnovější album …v tichu mezi slovy…

## Diskografie
- Hodiny v nás (1992)
- Lahvový a stesk (1996)
- Zloději obálek (1999)
- Malostranská beseda live (2001)
- Stíny a Stouni (2004)
- …v tichu mezi slovy… (2019, Galén)